# Šumlinga
Šumlinga (mađ. Vértessomló) je selo na sjeveru zapadne polovine Mađarske, južno od grada Tatábanye, istočno od Bokodskog jezera. Šumližanski je hrvatski toponim zabilježio Živko Mandić u podunavskom selu Andzabegu.

## Upravna organizacija
Upravno pripada tatabányskoj mikroregiji u Komoransko-ostrogonskoj županiji. Poštanski je broj 2823. U selu djeluje njemačka manjinska samouprava.
1914. je iz Šumlinge izdvojeno selo Várgesztes.

## Stanovništvo
U Šumlinzi je prema popisu 2001. živjelo 1289 Šumližanaca i Šumližankinja, većinom Mađara, 47,1% Nijemaca.

## Vanjske poveznice
- Službene stranice